# Postalische Abkürzungen für Bundesstaaten der Vereinigten Staaten
Der folgende Artikel beinhaltet eine Liste der Abkürzungen für einzelne Bundesstaaten der Vereinigten Staaten, die vom United States Postal Service verwendet werden. Die Abkürzungen sollen die vereinfachte und beschleunigte Postzustellung ermöglichen (u. a. durch automatisierte optische Adressen-Erkennung).
Postalische Kennzeichnung in alphabetischer Auflistung. Das postalische Kürzel entspricht bei allen 50 Staaten der ISO 3166-2-Kodierung.
| Abkürzung | FIPS Code | Bundesstaat |
| --------- | --------- | ----------- |
| AL        | 01        | Alabama     |
| AK        | 02        | Alaska      |
| AZ        | 04        | Arizona     |
| AR        | 05        | Arkansas    |
| CA        | 06        | Kalifornien |
| CO        | 08        | Colorado    |
| CT        | 09        | Connecticut |
| DE        | 10        | Delaware    |
| FL        | 12        | Florida     |
| GA        | 13        | Georgia     |
| HI        | 15        | Hawaii      |
| ID        | 16        | Idaho       |
| IL        | 17        | Illinois    |
| IN        | 18        | Indiana     |
| IA        | 19        | Iowa        |
| KS        | 20        | Kansas      |
| KY        | 21        | Kentucky    |

| Abkürzung | FIPS Code | Bundesstaat    |
| --------- | --------- | -------------- |
| LA        | 22        | Louisiana      |
| ME        | 23        | Maine          |
| MD        | 24        | Maryland       |
| MA        | 25        | Massachusetts  |
| MI        | 26        | Michigan       |
| MN        | 27        | Minnesota      |
| MS        | 28        | Mississippi    |
| MO        | 29        | Missouri       |
| MT        | 30        | Montana        |
| NE        | 31        | Nebraska       |
| NV        | 32        | Nevada         |
| NH        | 33        | New Hampshire  |
| NJ        | 34        | New Jersey     |
| NM        | 35        | New Mexico     |
| NY        | 36        | New York       |
| NC        | 37        | North Carolina |
| ND        | 38        | North Dakota   |

| Abkürzung | FIPS Code | Bundesstaat    |
| --------- | --------- | -------------- |
| OH        | 39        | Ohio           |
| OK        | 40        | Oklahoma       |
| OR        | 41        | Oregon         |
| PA        | 42        | Pennsylvania   |
| RI        | 44        | Rhode Island   |
| SC        | 45        | South Carolina |
| SD        | 46        | South Dakota   |
| TN        | 47        | Tennessee      |
| TX        | 48        | Texas          |
| UT        | 49        | Utah           |
| VT        | 50        | Vermont        |
| VA        | 51        | Virginia       |
| WA        | 53        | Washington     |
| WV        | 54        | West Virginia  |
| WI        | 55        | Wisconsin      |
| WY        | 56        | Wyoming        |

## Andere Codierungen

### Bundesdistrikt
| Abkürzung | FIPS Code | Gebiet               |
| --------- | --------- | -------------------- |
| DC        | 11        | District of Columbia |

### Inseln im Pazifik und in der Karibik
| Abkürzung | FIPS Code | Gebiet |
| --------- | --------- | --- |
| AS        | 60        | Amerikanisch-Samoa |
| GU        | 66        | Guam |
| MP        | 69        | Nördliche Marianen |
| PR        | 72        | Puerto Rico |
| VI        | 78        | Amerikanische Jungferninseln |
| UM        |           | United States Minor Outlying Islands UM ist der FIPS Code. Der U.S. Postal Service benutzt den Begriff U.S. Minor Outlying Islands jedoch nicht, da die Post zu diesen Inseln über andere Gebiete (PR, HI, AA oder AP) zugestellt wird. |

### Frei assoziierte Staaten
| Abkürzung | FIPS Code | Gebiet                             |
| --------- | --------- | ---------------------------------- |
| FM        | 64        | Föderierte Staaten von Mikronesien |
| MH        | 68        | Marshallinseln                     |
| PW        | 70        | Palau                              |

### U.S. Militärpost
| Abkürzung | FIPS Code | Gebiet                                                                               |
| --------- | --------- | ------------------------------------------------------------------------------------ |
| AA        |           | Armed Forces Americas (außer Kanada)                                                 |
| AE        |           | Armed Forces Europe Armed Forces Canada Armed Forces Middle East Armed Forces Africa |
| AP        |           | Armed Forces Pacific                                                                 |

### Ältere, mittlerweile ungültige Codes
| Abkürzung | FIPS Code | Gebiet                                                   |
| --------- | --------- | -------------------------------------------------------- |
| CM        |           | Commonwealth der Nördlichen Marianen 1988 geändert in MP |
| CZ        |           | Panamakanalzone                                          |
| TT        |           | Treuhandgebiet der Pazifischen Inseln                    |
| PI        |           | Philippinen                                              |

## Adressierungsbeispiel
JOHN DOE
359 OAK LANE
GIBBSBORO, NJ 08026

## Zustandekommen der Abkürzungen
50 Bundesstaaten:
- 10 Bundesstaaten, die durch die beiden Anfangsbuchstaben des aus zwei Wörtern bestehenden Staatsnamens abgekürzt werden:

NC, ND, NH, NJ, NM, NY, RI, SC, SD, WV
- 19 Staaten, die durch die zwei ersten Buchstaben des Namens abgekürzt werden:

AL, AR, CA CO, DE, FL, ID, IL, IN, MA, MI, NE, OH, OK, OR, UT, WA, WI, WY
- 15 Staaten, die durch den ersten und letzten Buchstaben des Namens abgekürzt werden:

CA, CO, CT, DE, GA, HI, IA, KS, KY, LA, MD, ME, PA, VA, VT
- 9 Staaten, bei denen der zweite Buchstabe der Abkürzung weder dem zweiten noch dem letzten des Staatsnamens entspricht:

AK, AZ, MN, MO, MS, MT, NV, TN, TX